# Дорвижи
„Дорвижи“ (на удмуртски: „Дорвыжы“, в превод „корените на родината“) е удмуртският литературен национален епос.
Събран е първоначално и записан на руски език от Михаил Худяков през 1920-те години в ръкопис, озаглавен „От националния епос на удмуртите: песни, легенди...“. Ръкописът на Худяков е открит през 1966 г. в архива му, съхраняван в Държавната библиотека „Салтиков–Шчедрин“ в Санкт Петербург. Съдържа удмуртския епос в 2 варианта: суров варинт от 10 песни в 2750 строфи и обработен финален вариант на първите 3 от 10-те песни, с обща дължина от 418 строфи.
Текстът на Худяков е базиран на фолклорни творби от Н. Первухин, Г. Потанин, Б. Гаврилов, Бернат Мункачи, Кузебай Герд (К. Чайников) и Александър Спицин. Структурата на „Дорвижи“ при създаването на епоса е повлияна от финския епос „Калевала“. През 2004 година епосът е преведен на удмуртски език и озаглавен „Дорвижи“ от В. М. Ванюшев. Преведен е на фински през 2009 година в метричната стъпка трохаичен тетраметър на „Калевала“ от преводачите Еса-Юси Залминен и Йорма Ваккури.
„Дорвижи“ е смесица от митология и история, припомняйки делата на митични герои като Ожмег, Докя и сина на Донди. Основните богове в епоса са боговете на небето Инмар, на земята Килдисин и на климатичното време Куаз. Епосът съдържа отпратки и към съседни народи като татарите и марийците, както и към географски обекти като реките Чепца и Килмез.